# Robert Koren
Robert 'Robi' Koren (Radlje ob Dravi, 20 september 1980) is een Sloveens voetballer die bij voorkeur als middenvelder speelt. Hij verruilde in augustus 2014 Hull City voor Melbourne City. Koren debuteerde in 2003 in het Sloveens voetbalelftal, waarin hij uitgroeide tot aanvoerder.

## Carrière

### Begin carrière
Koren begon zijn carrière in zijn thuisland bij NK Dravograd. In 2001 verhuisde hij naar het grotere NK Publikum Celje, waar hij uiteindelijk drie seizoenen zou verblijven.

### Lillestrøm SK
In 2004 verhuisde hij naar de Noorse eersteklasser Lillestrøm, waar hij uitgroeide tot een van de beste middenvelders in de Noorse competitie. Koren was de absolute spelmaker bij Lillestrøm en werd vaak vergeleken met zijn landgenoot Zlatko Zahovič. Gedurende zijn periode in Noorwegen werd Koren vaak gelinkt aan Engelse clubs, waaronder Leeds.
In 2006 kreeg hij de Kniksenprijs voor beste middenvelder, een prijs die jaarlijks wordt uitgedeeld aan de beste middenvelder uit de Noorse competitie.

### West Bromwich Albion FC
Op 4 januari 2007 tekende Koren een contract bij de Engelse tweedeklasser West Bromwich Albion. Hij maakte zijn debuut op 7 januari in een wedstrijd tegen Leeds in de derde ronde van de FA Cup (3-1 winst), waarin hij inviel. Koren scoorde zijn eerste goal voor de club in een 7-0-overwinning tegen Barnsley op 6 mei 2007. Dit was de laatste wedstrijd van het seizoen en door deze overwinning verzekerde West Bromwich zich van de play-offs. Koren startte in de drie play-offwedstrijden. De finale in het Wembley Stadium werd met 1-0 verloren van Derby County.
In juli 2007 liep Koren een blessure aan het oog op, nadat hij op een training een bal hem in het aangezicht had geraakt. Er was sprake van een inwendige bloeding en een tijdelijke vermindering van het zicht. Even werd gevreesd voor een blijvend zichtsverlies. Door deze blessure miste hij de start van het seizoen 2007/08. In augustus kon hij terug aanpikken met de groep en hij maakte zijn rentree in de League Cupwedstrijd tegen Peterborough. In september 2007 tekende hij een nieuw tweejarig contract bij Albion, met optie voor een derde jaar. Korens twee goals in de 3-2 nederlaag tegen Southampton in oktober 2007 leverde hem een plaats op in het Championship Team of the Week. West Bromwich werd uiteindelijk kampioen in 2007/08, waardoor de club naar de Premier League promoveerde.
Koren scoorde zijn eerste doelpunt in de Premier League op 17 januari 2009 in een 3-0-overwinning tegen Middlesbrough. Hij werd tevens uitgeroepen tot man van de match in deze wedstrijd. In het seizoen 2008/09 speelde hij quasi alle wedstrijden voor West Bromwich. Enkel doelman Scott Carson had meer selecties op zijn naam staan. Op 17 mei 2010 was Koren een vrije speler, nadat West Bromwich had beslist om zijn contract niet te verlengen.

### Hull City FC
Op 13 augustus 2010 tekende Koren een contract voor twee jaar, met een optie voor een derde jaar, bij de Engelse tweedeklasser Hull City. De competitie was toen al één wedstrijd ver. Op 14 augustus maakte hij zijn debuut in een wedstrijd tegen Millwall, toen hij inviel voor Will Atkinson. Koren scoorde zijn eerste doelpunt voor Hull op 14 september 2010 in een met 2-0 gewonnen wedstrijd tegen Derby County.  Op 4 mei 2013 speelde Hull City gelijk bij kampioen Cardiff City. Doordat concurrent Watford verloor bij Leeds United, verzekerde Hull City zich via de tweede plaats van promotie naar de Premier League. De laatste keer dat Hull City actief was op het hoogste niveau was in het seizoen 2009/10. Hij stond met Hull City AFC in de finale van de strijd om de FA Cup 2014, die de ploeg van trainer-coach Steve Bruce met 3-2 verloor van Arsenal. Koren kwam in dat duel niet in actie.

### Internationaal
In de periode 2001–2002 speelde Koren twaalf wedstrijden voor de Sloveense U-21. Daarin kon hij één keer scoren. Onder leiding van bondscoach Bojan Prašnikar maakte hij zijn debuut voor de Sloveense nationale ploeg op 2 april 2003, in een EK-kwalificatiewedstrijd tegen Cyprus, die met 4-1 werd gewonnen door de Slovenen. Hij moest in dat duel na 85 minuten plaatsmaken voor Mladen Rudonja.

## Privé
Koren is getrouwd en heeft twee zonen, Nal en Tian.